# Sauce paloise
La sauce paloise est une béarnaise dans laquelle l’estragon est remplacé par des feuilles de menthe fraîche.